# Міхал Войсим-Антоневич
Міхал Войсим-Антоневич (пол. Michał Woysym-Antoniewicz; 1897-1989) — польський військовик та спортсмен, призер літніх Олімпійських ігор 1928 року.

## Біографія
Народився 1897 року в Кракові.
Під час Першої світової війни служив у польських легіонах, в 2-му уланському полку та в австро-угорській армії. У 1918—1924 роках був офіцером 2-го Рокитнянського кавалерійського полку. У 1924—1934 роках він був інструктором верхової їзди у центрі навчання кавалерії в Грудзьондзі. З 1936 року був дільничним інспектором коней у Тернополі.
Брав участь у літніх Олімпійських іграх в Амстердамі 1928 року. Завоював срібну медаль у командному конкурі (разом з Казімежем Гзовським і Казимежем Шосландом). В індивідуальному конкурі зайняв 12 місце. У командному триборстві отримав бронзову медаль (з Юзефом Тренквальдом і Каролем Руммелем). В індивідуальному триборстві зайняв 19 місце.
Брав участь в обороні Польщі 1939 року. Після війни він оселився в США, працюючи тренером-координатором. Помер 1989 року в Остіні, штат Техас, США.